# Віорел Йордекеску
Віорел Йордаческу (20 квітня 1977, Кишинів) – Молдовський шахіст, гросмейстер від 1999 року.

## Шахова кар'єра
Вперше на міжнародній арені почав грати 1992 року, захищаючи прапор своєї країни na  чемпіонаті Європи i світу серед юнаків до 16 років. Невдовзі потрапив до чільної когорти молдовських шахістів. Між 1994 і 2006 виступав за збірну країни, зокрема на семи шахових олімпіадах. Також багато разів грав за збірну Молдови на чемпіонатах Європи і світу серед юніорів у різних вікових категоріях (зокрема чотири рази на ЧС до 20 років). Двічі виступив на чемпіонатах світу ФІДЕ, які проходили за олімпійською системою, в обох випадках пройшов до 2-го раунду: у 2000 року здолав Мікеле Годену, але потім програв Сергієві Мовсесяну, a у 2004 році переміг Івана Моровіча, але в другому колі поступився Сергієві Рублевському. 2003 року посів 6-те місце на чемпіонаті Європи, який відбувся в Стамбулі.
Досягнув низки успіхів на індивідуальних турнірах, зокрема:
- 1996 – Дрезден (поділив 1-ше місце разом з Нормундсом Мієзісом, Єнсом-Уве Майвальдом, Володимиром Чучеловим, Едвінсом Кеньгінсом i Ральфом Лау),
- 1998 – Краснодар (поділив 3-тє місце позаду Павла Трегубова i Геннадія Кузьміна, разом з Михайлом Бродським),
- 1999 – Келіменешті (посів 2-ге місце за Лівіу-Дітером Нісіпяну),
- 2000 – Бухарест (меморіал Віктора Чокитлі, посів 1-ше місце), Міеськ (зональний турнір, посів 2-ге місце позаду Віорела Бологана), Київ (поділив 1-ше місце разом з Юрієм Круппою i Володимиром Бакланом),
- 2001 – Порто-Сан-Джорджо (поділив 2-ге місце позаду Ігоря Глека, разом з Іваном Заєю i Георгієм Багатуровим),
- 2002 – Ножак-сюр-Мер (посів 1-ше місце), Lido Estensi (2002, поділив 1-ше місце разом із, зокрема, Ігорем Єфімовим i Ніколою Мітковим), Вейк-ан-Зеє (турнір Corus-C, 3-тє місце за Яном Роджерсом i Андреєм Істрецеску),
- 2003 – Бухарест – двічі (меморіал Віктора Чокитлі, посів 1-ше місце, а також турнір Revolution-December 1989, поділив 1-ше місце разом з Константіном Лупулеску), Фліссінген (поділив 2-ге місце за Рустамом Касимджановим, разом з Лівіу-Дітером Нісіпяну),
- 2004 – Дубай (поділив 2-ге місце позаду Шахріяра Мамедьярова, разом із, зокрема, Магнусом Карлсеном, Павлом Ельяновим, Крішнаном Сашикіраном, Пенталою Харікрішною i Євгеном Мірошниченком),
- 2005 – Вліссінген (поділив 1-ше місце разом з Фрісо Нейбуром, Даніелем Стеллвагеном, Сусанто Мегаранто i Ервіном Л'Амі), Дубай (поділив 2-ге місце позаду Ван Хао, разом із, зокрема, Чжаном Пенсяном, Бу Сянчжі, Захаром Єфименком i Мерабом Гагунашвілі),
- 2006 – Кальві (посів 1-ше місце), Галац (поділив 1-ше місце разом з Васіле Сендуляком i Міхаїлом Маріном),
- 2007 – Реджо-Емілія (2006/07, посів 1-ше місце),
- 2008 – Нептун (поділив 3-тє місце після Сергія Тівякова i Жана-П'єра Ле-Ру, разом з Маріусом Манолаке).

Найвищий рейтинг Ело в кар'єрі мав станом на 1 січня 2012 року, досягнувши 2651 пунктів, посідав тоді 2-ге місце (позаду Віорела Бологана) серед молдовських шахістів.

## Зміни рейтингу
| На цьому місці має відображатися графік чи діаграма, однак з технічних причин його відображення наразі вимкнено. Будь ласка, не видаляйте код, який викликає це повідомлення. Розробники вже працюють для того, щоби відновити штатне функціонування цього графіка або діаграми. | |
| | На цьому місці має відображатися графік чи діаграма, однак з технічних причин його відображення наразі вимкнено. Будь ласка, не видаляйте код, який викликає це повідомлення. Розробники вже працюють для того, щоби відновити штатне функціонування цього графіка або діаграми. |